# Francisco Narciso de Laprida
Francisco Narciso de Laprida (San Juan de la Frontera, 28 d'octubre de 1786 - Mendoza, 22 de setembre de 1829) va ser un advocat i polític argentí. Va ser diputat per San Juan al Congrés de Tucumán i va presidir el mateix quan es va declarar la independència del país el 9 de juliol de 1816.

## Biografia
Va fer els seus primers estudis al Reial Col·legi de San Carlos de Buenos Aires, i acabats aquests es va traslladar a Santiago de Xile per cursar Cànons i Lleis per la Universitat de San Felipe. Llicenciat el 1810, va participar en el cabildo obert 18 de setembre d'aquest any en què es va formar la Junta Provisional de Govern; un any més tard, tornaria a San Juan, on el 1812 va ser elegit síndic del Cabildo.
El 1813 va ser el principal instigador del descontentament popular que va acabar amb el govern de Saturnino Sarassa. Això li va valer ser empresonat per l'interventor posterior. Es va escapolir al poc temps.

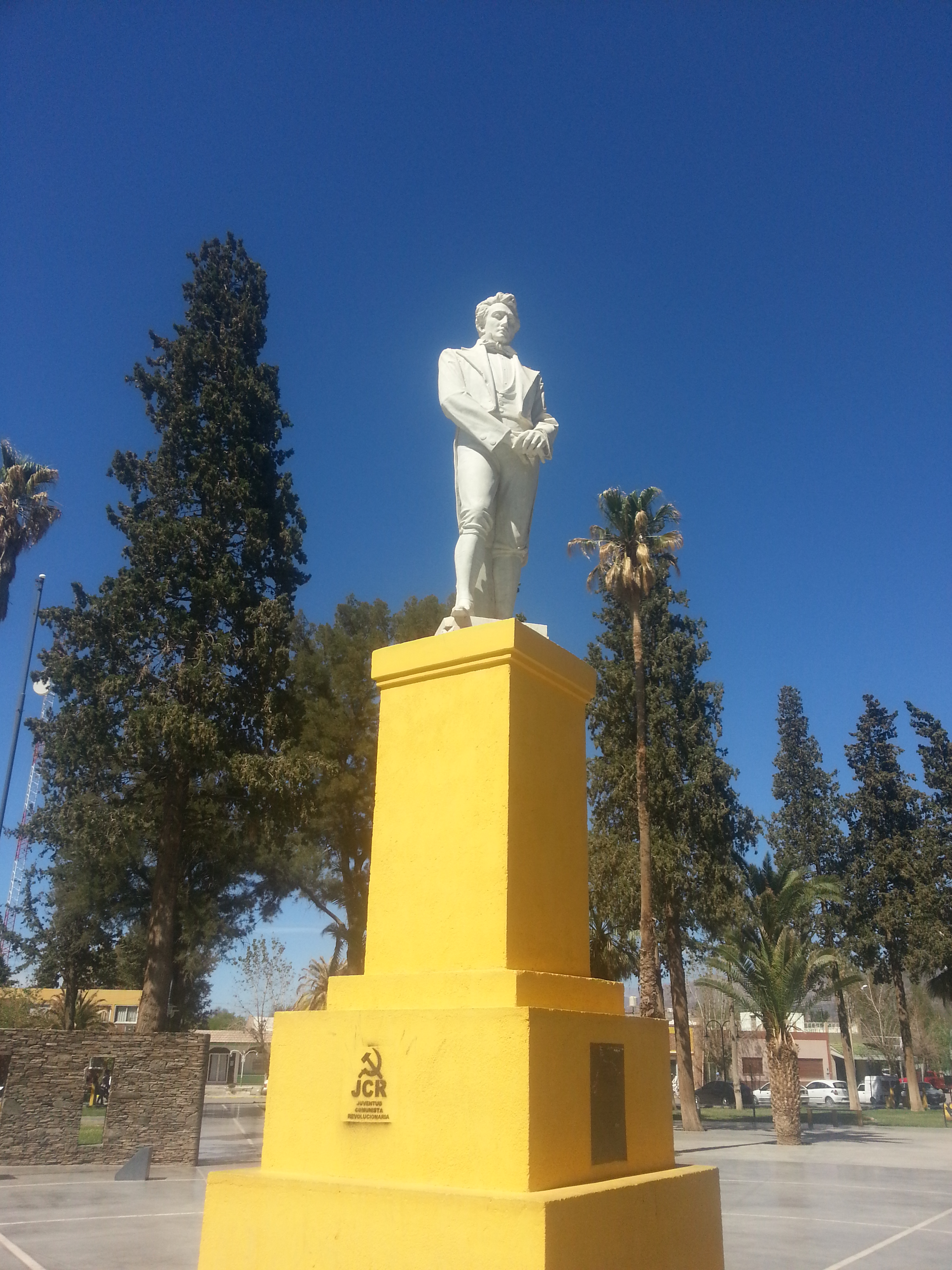
Monument a Francisco Narciso Laprida, per Lola Mora a la plaça central de la ciutat de Sant José de Jáchal, San Juan

Reincorporat al cabildo, va col·laborar amb José de San Martín en l'organització de l'Exèrcit dels Andes. Era considerat un perit en lleis i veí d'importància, pel que va ser triat el 1815 com a diputat de la seva ciutat al Congrés de Tucumán, juntament amb el Frare Justo Santa María de Oro. Va ocupar la presidència del mateix durant el mes de juliol de 1816, de manera que ocupava aquest càrrec quan, el 9 de juliol, es va votar la Declaració d'Independència de l'Argentina.
El 1820 va assumir com a ministre general de govern durant la governació de José Antonio Sánchez a la província de San Juan.
El 1824 va representar San Juan al Congrés Nacional, que va presidir el mateix durant uns mesos. Era membre del Partit Unitari. Després de la dissolució del Congrés va tornar a San Juan, on va tenir alguna participació en la política local.
L'afusellament del líder federal Manuel Dorrego va iniciar una guerra civil, arran de la qual Laprida es va traslladar a Mendoza. Allà va donar suport a la revolució unitària dirigida per Juan Agustín Moyano.
El 22 de setembre de 1829, les tropes al comandament de l'exfrare José Félix Aldao van derrotar Moyano, que va morir durant la matança que va seguir més d'un centenar de persones.
Una versió del llavors jove Sarmiento narra que Laprida es va posar al capdavant d'un grup d'unitaris que es dispersava després de la batalla, entre els quals s'hauria comptat el després president. Aconseguit per una partida, i després de breu resistència, Laprida hauria estat derrotat i degollat. El mateix Sarmiento narrava que ningú va poder saber què va ser d'ell després. Hi ha un altre relat, que es va recolzar durant molt temps en transcendits, que afirma que Laprida hauria estat capturat sense poder resistir, l'haurien enterrat viu fins al coll, i haurien fet passar una munió de cavalls sobre el seu cap. El seu cadàver, conduït fins al cabildo de Mendoza, on hauria estat identificat pel jutge Ortiz, hauria estat dipositat en un calabós, sense saber-se després més del cas.
A la ciutat de San José de Jáchal, a la província de San Juan, es troba un monument de Laprida jove, realitzada per l'artista Lola Mora el 1907.
Jorge Luis Borges, descendent llunyà seu, va rememorar la mort de Laprida al seu Poema Conjectural, dedicat a la seva memòria.